# Fresno de Cantespino (kommunhuvudort)
Fresno de Cantespino är en kommunhuvudort i Spanien.   Den ligger i provinsen Provincia de Segovia och regionen Kastilien och Leon, i den centrala delen av landet, 110 km norr om huvudstaden Madrid. Fresno de Cantespino ligger 1 036 meter över havet och antalet invånare är 285.
Terrängen runt Fresno de Cantespino är huvudsakligen platt, men åt sydost är den kuperad. Runt Fresno de Cantespino är det mycket glesbefolkat, med 3 invånare per kvadratkilometer. Närmaste större samhälle är Riaza, 10,1 km söder om Fresno de Cantespino. Trakten runt Fresno de Cantespino består till största delen av jordbruksmark.